# Sopela
Sopela (spanisch und bis 2013 offiziell Sopelana) ist eine Gemeinde in der Provinz Bizkaia im nordspanischen Baskenland. Sopela hat eine Einwohnerzahl von 14.940 Menschen (Stand: 2024) bei einer Fläche von 8,39 Quadratkilometern. Die Gemeinde bildet einen Vorort von Bilbao und ist mit der Metro Bilbao verbunden.

## Geografie
Sopela gehört zu einer Region namens Uribe, die aus 15 Gemeinden besteht. Die Gemeinde grenzt im Norden an das Kantabrische Meer, wodurch Sopela spektakuläre Steilküsten und Strände (Barinatxe, Arrietara, Atxabiribil und Meñakoz) hat. Die Gemeinde Barrika befindet sich im Nordosten, Getxo im Nordwesten, Urduliz im Südosten und Berango im Südwesten.

## Klima
Das ozeanische Klima von Sopela unterscheidet sich stark von dem in Südspanien. Raue Winde neigen dazu, entlang der Küste an Geschwindigkeit zuzunehmen, und Niederschläge sind das ganze Jahr über sehr häufig. Nordwinde bringen die Wintertemperaturen oft knapp über den Gefrierpunkt, aber die Sommer sind normalerweise von Ende Mai bis Anfang September angenehm. 

## Geschichte
Seit den späten 1980er Jahren ist die Bevölkerung von Sopela weiter gewachsen. Während der Industrialisierung zogen die Bürger in die städtischen Zentren, die mehr bevölkert waren, aber seit einigen Jahrzehnten hat sich diese Tendenz umgekehrt. Sopela ist zu einer Wohngemeinde geworden, die gut mit den größeren Gemeinden und mit Bilbao verbunden ist. Am Anfang war es ein eminent touristisches Ziel, wohin die Grundstücks- und Hausbesitzer nur zum Sommerurlaub zogen. Sie gehört zu den Gemeinden mit dem höchsten Pro-Kopf-Einkommen des Staates.

## Persönlichkeiten
- Oihane Hernández (* 2000), Fußballspielerin
- Markel Fernández (* 2003), Sprinter